# Filippo De Ferrari
Filippo De Ferrari (Parigi, 11 gennaio 1850 – Losanna, 20 maggio 1917) è stato un filatelista francese.

## Biografia
Filippo De Ferrari (in seguito trasformò il nome in Philippe de La Renotière von Ferrary) fu uno dei più grandi filatelisti della storia. 
Nacque a Parigi nella casa in Rue d'Astorg, che era la residenza parigina dei suoi genitori - Raffaele De Ferrari e Maria Brignole Sale, duchi di Galliera, nobili di Genova - . Allo stato civile francese venne denunciato come "Louis-Philippe Antoine-Marie Augustin Raoul de Ferrari".
Filippo fu il maschio secondogenito e nacque tre anni dopo la morte, avvenuta a 16 anni, del primogenito Andrea. Sin da ragazzo rivelò un carattere difficile, chiuso e ribelle, che lo portò, ancora adolescente, a distaccarsi affettivamente dalla famiglia, della quale non sopportava i rigidi principi educativi; il suo equilibrio fu anche minato dal comportamento della madre, rimasta sconvolta dalla morte prematura del suo adorato Andrea. Si fece allestire un grande appartamento separato dal resto della casa, al pianterreno dell'Hôtel Matignon, che restò poi la sua abitazione principale per tutta la vita.
Mentre, soprattutto negli anni del Secondo Impero, fino al 1867, in Francia si sviluppò un grande fermento industriale e finanziario, che permise al padre Raffaele di moltiplicare le proprie già grandi ricchezze, Filippo si rifiutò testardamente di dedicarsi agli affari e addirittura nel 1871 si schierò con i comunardi che organizzarono la grande sollevazione di Parigi, che colpì molto il fragile Filippo con la sua violenza spesso gratuita.
I genitori cercarono sempre di mascherare il grave dissenso del giovane figlio ribelle, ma nulla poterono per impedire che Filippo rinunciasse alla cittadinanza italiana in favore di quella francese e che si facesse adottare da un ufficiale austriaco, tal Emanuel de La Renotière, Conte di Kriegsfeld, così da poter aggiungere al proprio cognome “Ferrari” (che francesizzò in “Ferrary”) un ulteriore “de La Renotière”.Preso atto di questo definitivo distacco, i Duchi di Galliera assegnarono un enorme appannaggio al figlio, ma decisero di dedicare la gran parte del loro immenso patrimonio a opere di filantropia, soprattutto verso la città e i cittadini di Genova.
La rottura definitiva giunse quando egli, dopo la morte del padre Raffaele avvenuta a Genova il 23 novembre 1876, rifiutò l'eredità paterna (compresi i titoli di marchese sul cognome, di principe di Lucedio e duca di Galliera) in favore della madre Maria, con atto rogato a Parigi dal notaio Duluard il 2 gennaio 1877. Dopo la morte del marito Raffaele, la Duchessa di Galliera, dispose di destinare all'Austria l'Hôtel Matignon, che diventò la sede dell'ambasciata dell'Impero austro-ungarico in Francia, con la clausola che il figlio Filippo potesse restare nella sua residenza occupando il padiglione a destra della portineria, dove infatti sarebbe vissuto fino al 1914.
Filippo, dopo la morte del padre adottivo, continuando a rivelare la sua inquietudine interiore, assunse la cittadinanza austriaca e subì quindi tutti i contraccolpi della prima guerra mondiale. Viaggiò molto, soprattutto alla ricerca di rarità filateliche e, alla fine, poco prima di morire, chiese e ottenne la cittadinanza svizzera. Si spense a Losanna nel 1917. Aveva sposato segretamente Maria Greceanu, originaria della Romania, da cui aveva avuto un figlio, Mitu Feraru, che lo riconobbe. Lasciò tutti i suoi averi, costituiti soprattutto dalla gigantesca collezione di francobolli, al Museo Postale di Berlino. La decisione di lasciare la collezione al Museo Postale di Berlino non venne però rispettata dal governo francese che fece sequestrare i francobolli per venderli in asta pubblica.

## La passione per la filatelia
Già negli anni della sua infanzia, caratterizzata da una salute fragile, iniziò a dedicarsi alla raccolta dei francobolli, anche come distrazione dai gravi eventi (le sconfitte degli austriaci contro Vittorio Emanuele II e Napoleone III a Magenta e Solferino) che influenzarono molto la sua crescita. A un giornalista che nel 1900 gli chiese della sua passione, Filippo rispose di aver iniziato la collezione di francobolli a dieci anni, quando trascorse un periodo in Germania, raccogliendo la serie di Hannover, con la testa del Re.
Nel 1863, a soli 13 anni, incontrò uno dei più grandi commercianti filatelici del tempo, il parigino Pierre Mahé, che, insieme allo studioso J.B. Moens, furono i precettori di Filippo, indirizzandolo verso la filatelia. Con i propri grandissimi mezzi finanziari, e coltivando quasi esclusivamente la passione per i francobolli, De Ferrari mise insieme la più straordinaria raccolta filatelica privata che la storia abbia conosciuto, superata forse solo dalla collezione della Corona d'Inghilterra.
La sede adibita alla conservazione dei francobolli fu fissata in tre stanze del Palazzo Galliera, oggi "Hotel de Matignon", sede del premier francese. Le stanze erano rivestite di scaffalature divise in reparti, ogni reparto conteneva un fascio di fogli di cartoncino e in ogni foglio erano applicate due file di francobolli corredati da una sommaria descrizione. Mahè riceveva ogni lunedì 50.000 franchi che dovevano servire agli acquisti filatelici, dunque ogni sette giorni la collezione si ampliava fino a raggiungere cifre impensabili.
De Ferrari non amava le lettere, i fogli interi o i blocchi di francobolli: la sua passione era rivolta principalmente ai valori singoli sia nuovi sia usati. Nella sua collezione erano presenti anche molti falsi che, in base a varie testimonianze, erano stati acquistati a ragion veduta per motivi di studio o per scopi di beneficenza.
De Ferrari fece rilevare le raccolte di molti noti filatelisti dell'epoca: Sir Daniel Cooper, il barone Athur de Rothschild, il giudice Philbrick, ecc.
Nel 1880 dal commerciante Thomas Ridpath di Liverpool riuscì a comprare uno dei francobolli più rari: l'esemplare da 1 centesimo della Guiana Britannica, nero su fondo magenta pagandolo 150 sterline.
La sua collezione fu dispersa attraverso una serie di aste pubbliche che si svolsero tra il 1921 e il 1925. Prima del loro inizio la ditta Stanley Gibbons si era offerta di acquistare in blocco il patrimonio per una somma di 12.000.000 di franchi, ma l'offerta venne respinta e il realizzo effettivo fu di 26.482.964 franchi.